# Mannenberg (Ittigen)
Der Mannenberg ist ein bewaldeter Hügel westlich des Hügelzuges Grauholz. Er ist mit 688 m ü. M. die höchste Erhebung der Gemeinde Ittigen BE.

## Lage
Der enge Tal-Einschnitt „Schlupf“ mit der Strasse von Habstetten zur Grauholzstrasse trennt den Mannenberg vom Grauholz. Am westlichen Fuss liegt das Wohnquartier Kappelisacker und am südlichen Sonnenhang das Dorf Ittigen.

## Bauten
Von 1965 bis 1970 hat man bei Aushubarbeiten an der Zulligerstrasse und am Quellenrain in Ittigen unterirdische Gänge entdeckt, wobei es sich um ehemalige Quellfassungen aus dem 16./17. Jahrhundert handelt.
Im ehemaligen Steinbruch am Mannenberg wurden Bruchsteine für die Grundmauern alter Gebäude in Ittigen gewonnen. Er wurde im 19. Jahrhundert wegen der Konkurrenz des industriell betriebenen, nahen Stockeren Steinbruchs aufgegeben.

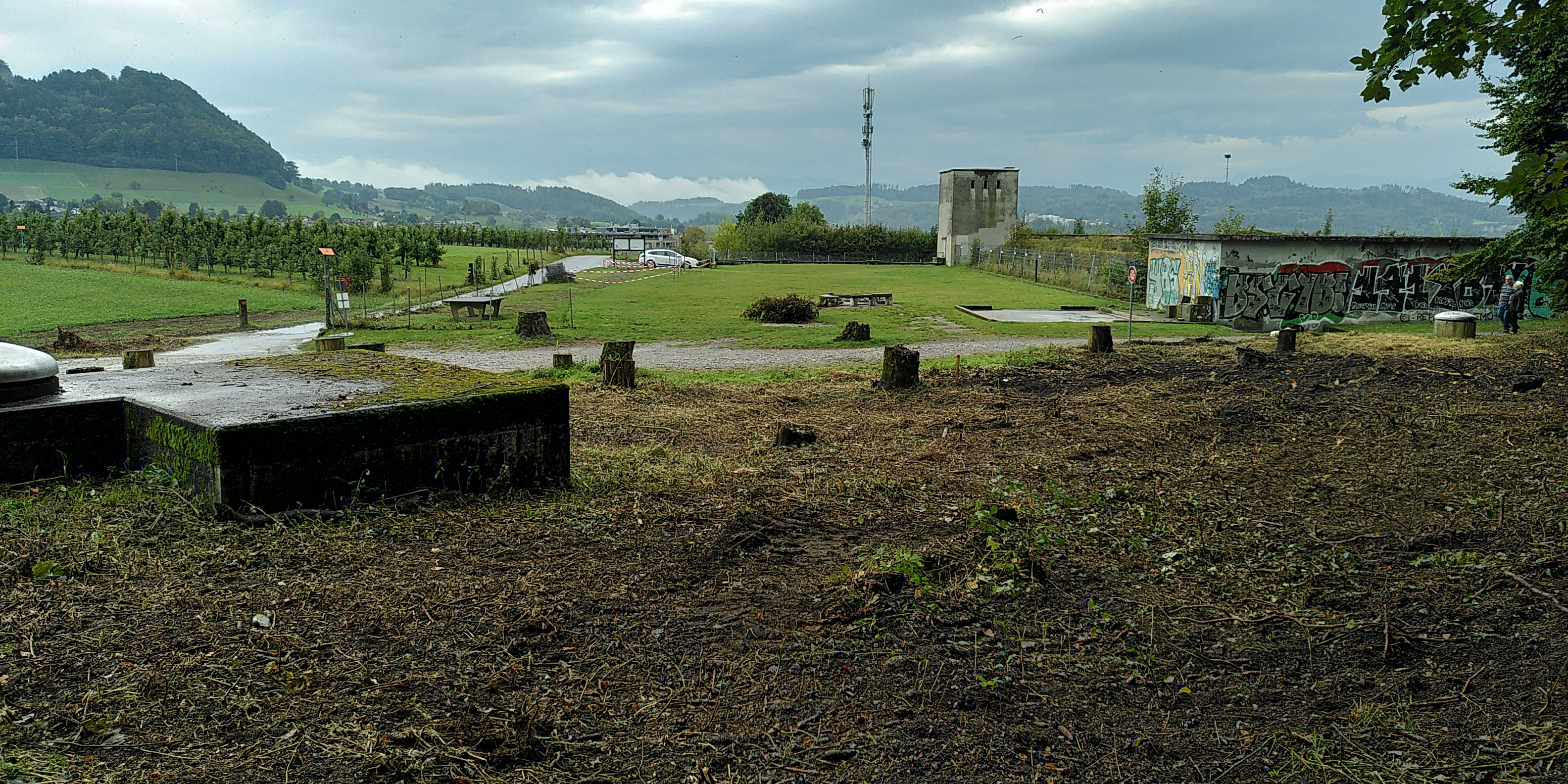
Wasserreservoir Mannenberg (2021, vor Neubau)

Das 1904–1906 von der Stadt Bern erbaute Wasserreservoir Mannenberg mit der damals neu entwickelten Pilzdecke nach Plänen von Robert Maillart, gilt als schützenswertes Baudenkmal. Das 1932–1933 erweiterte Reservoir mit fünf grossen Sammelbecken umfasst den Nutzinhalt von 26'700 Kubikmetern. Aus den Brunnschächten der Grundwasserfassung Aeschau im Emmental wird Trinkwasser von 690 m Höhe hierher auf 620 m und mit 100 m Gefälle nach Bern auf die Hauptverteilleitungen weitergeleitet.
2021 wurde mit einem Ersatzneubau begonnen.